# Русановская набережная
Руса́новская на́бережная (укр. Руса́нівська на́бережна) — улица в Днепровском районе города Киева, жилой массив Русановка. Пролегает от моста Патона до улицы Раисы Окипной.
К Русановской набережной примыкают Русановский канал, улица Энтузиастов и Русановский бульвар.

## История
Возникла в начале 60-х годов XX века. Современное название получила в 1962 году.